# Eduard van Beinum

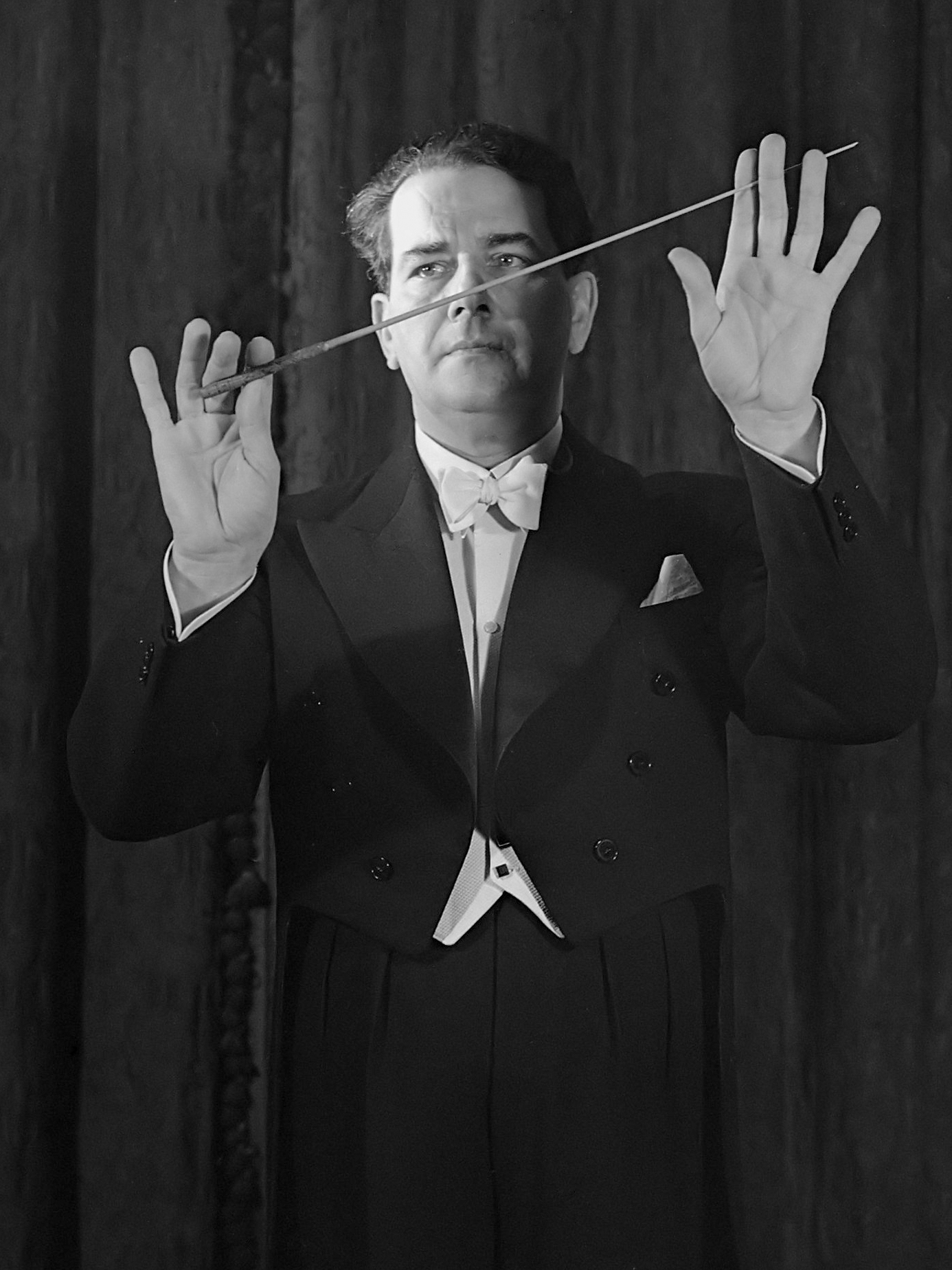
Eduard van Beinum (1946)

Eduard Alexander van Beinum (Arnhem, 3 september 1900 – Amsterdam, 13 april 1959) was een Nederlandse dirigent.

## Leven en werk

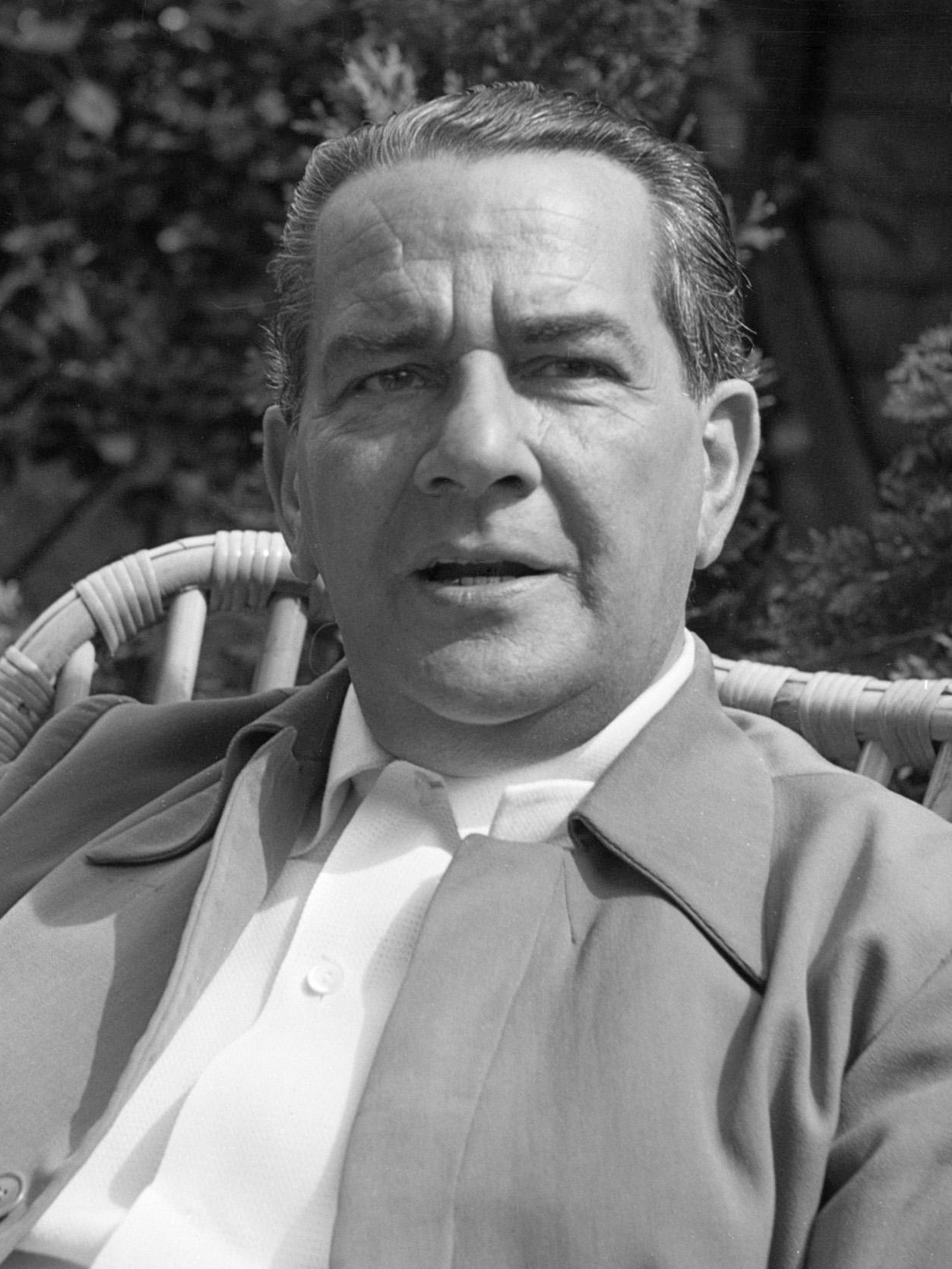
Eduard van Beinum (1954)

Van Beinum werd in een muzikale familie te Arnhem geboren. Zijn vader was bassist, zijn grootvader dirigent en zijn broer Co van Beinum violist. Hij was een oom van de hoogleraar sociale psychologie Hans van Beinum (1926-2018). Van Beinum kreeg al jong viool- en pianoles. Na zijn studie aan het conservatorium werd hij veel gevraagd als pianosolist.
Zijn eerste aanstelling als dirigent aanvaardde hij in Zutphen in 1925. Hij dirigeerde aldaar de Zutphensche Orkest Vereeniging en het Toonkunstkoor. In Zutphen openbaarde zich al de toekomstige grote meester met ambitieuze concerten met behulp van de professionele Arnhemsche Orkestvereniging. Zijn roeping als dirigent werd blijvend. In 1927 werd hij dirigent bij de Haarlemsche Orkest Vereeniging en kreeg daar in muzikaal en artistiek opzicht de vrije hand. Hij besteedde veel aandacht aan Franse componisten als Berlioz, Franck, Debussy, Ravel en Roussel. Ook zette hij moderne Nederlandse componisten als Hendrik Andriessen, Willem Pijper, Leo Smit en Guillaume Landré op het programma.
Hij kreeg buiten Haarlem grote bekendheid en werd uitgenodigd als gastdirigent van het Concertgebouworkest, waar hij na zijn eerste optredens in 1931 gevraagd werd tweede dirigent te worden als opvolger van Cornelis Dopper. Van Beinum had een totaal andere manier van dirigeren dan de eerste dirigent Willem Mengelberg, die zeer dominant was. Van Beinum stond veel meer tussen zijn musici. Hij kreeg aanbiedingen om eerste dirigent te worden bij het Utrechtsch Stedelijk Orkest en het Residentie Orkest, maar door toedoen van de orkestleden - die hun geliefde dirigent niet wilden zien vertrekken - werd hij in 1938 benoemd tot "tweede eerste dirigent" met de mogelijkheid om op termijn Mengelberg op te volgen. Hij vervulde gastdirigentschappen in Polen, Rusland, België en Duitsland. Naast de door Mengelberg gevestigde Mahler-traditie introduceerde Van Beinum de symfonieën van Bruckner in Nederland. De Mahler- en Bruckneruitvoeringen werden een blijvende specialiteit van het Concertgebouworkest. Van Beinum was in die zin de wegbereider van zijn opvolgers Eugen Jochum en Bernard Haitink.
Tijdens de Tweede Wereldoorlog heeft hij, in tegenstelling tot Mengelberg, enkele malen geprotesteerd tegen de eisen van de Duitsers. In december 1943 weigerde hij een concert voor de nazi-organisatie Frontzorg te leiden. Hij heeft wel concerten voor de bezetters gedirigeerd, wat hem bij de zuivering na de bevrijding op een berisping kwam te staan. Na de oorlog werd Van Beinum chef-dirigent en haalde hij het orkest uit het dal. Hij zette weer veel componisten op het programma van wie de werken in de oorlog verboden waren als "Entartete Kunst" en oogstte in binnen- en buitenland vele successen. Tussen 1947 en 1950 was hij ook eerste dirigent van het London Philharmonic Orchestra en in 1956 volgde een chef-dirigentschap bij het Los Angeles Philharmonic Orchestra. Hij ontving eredoctoraten van de Rutgers University in New Jersey en van de Amsterdamse Gemeente Universiteit. In ditzelfde jaar werd Van Beinum lid van de Raad voor de Kunst.
Van Beinum, die leed aan een hartkwaal, stierf op 13 april 1959 tijdens een repetitie met het Concertgebouworkest van de Eerste Symfonie van Johannes Brahms aan een hartstilstand.
De Eduard van Beinum Stichting, die zich ten doel stelt jonge talentvolle kunstenaars te stimuleren, is naar hem vernoemd. De stichting was tussen 1963-1983 in bezit van het vermaarde muziekcentrum in de buitenplaats Queeckhoven in Breukelen in de gemeente Stichtse Vecht.